# BNP Paribas Poland Open 2021 - Qualificazioni singolare
Le qualificazioni del singolare del BNP Paribas Poland Open 2021 sono state un torneo di tennis preliminare per accedere alla fase finale della manifestazione. Le vincitrici dell'ultimo turno sono entrate di diritto nel tabellone principale. In caso di ritiro di una o più giocatrici aventi diritto, a questi sono subentrati i Lucky loser, ossia le giocatrici che hanno perso nell'ultimo turno ma che avevano una classifica più alta rispetto alle altre partecipanti che avevano comunque perso nel turno finale.

## Teste di serie
1. Marina Mel'nikova (ultimo turno)
2. Maryna Zanevs'ka (spostata al tabellone principale)
3. Gabriela Talabă (primo turno)
4. Kateryna Bondarenko (qualificata)

1. Ekaterine Gorgodze (qualificata)
2. Tereza Mrdeža (ultimo turno)
3. Anna Bondár (qualificata)
4. Jamie Loeb (primo turno)

### Qualificate
1. Anna Bondár
2. Ekaterine Gorgodze

1. Federica Di Sarra
2. Kateryna Bondarenko

## Tabellone

### Legenda
| - Q = Qualificato - WC = Wild card - LL = Lucky loser | - ALT = Alternate - SE = Special Exempt - PR = Protected Ranking | - w/o = Walkover - r = Ritirato - d = Squalificato |

### Sezione 1
|  | Primo turno | Primo turno       | Primo turno | Primo turno | Primo turno |  |  | Ultimo turno | Ultimo turno      | Ultimo turno | Ultimo turno | Ultimo turno |  |
|  |             |                   |             |             |             |  |  |              |                   |              |              |              |  |
|  | 1           | Marina Mel'nikova | 6           | 2           |             |  |  |              |                   |              |              |              |  |
|  |             | Anna Danilina     | 1           | 0           | r           |  |  | 1            | Marina Mel'nikova | 3            | 6            | 2            |  |
|  |             | Conny Perrin      | 2           | 6           | 2           |  |  | 7            | Anna Bondár       | 6            | 4            | 6            |  |
|  | 7           | Anna Bondár       | 6           | 4           | 6           |  |  |              |                   |              |              |              |  |

### Sezione 2
|  | Primo turno | Primo turno        | Primo turno        | Primo turno | Primo turno |  |  | Ultimo turno | Ultimo turno       | Ultimo turno       | Ultimo turno | Ultimo turno |  |
|  |             |                    |                    |             |             |  |  |              |                    |                    |              |              |  |
|  | Alt         | Akgul Amanmuradova | Akgul Amanmuradova | 4           | 4           |  |  |              |                    |                    |              |              |  |
|  |             | Amina Anshba       | Amina Anshba       | 6           | 6           |  |  |              | Amina Anshba       | Amina Anshba       | 0            | 2            |  |
|  | WC          | Martyna Kubka      | Martyna Kubka      | 1           | 2           |  |  | 5            | Ekaterine Gorgodze | Ekaterine Gorgodze | 6            | 6            |  |
|  | 5           | Ekaterine Gorgodze | Ekaterine Gorgodze | 6           | 6           |  |  |              |                    |                    |              |              |  |

### Sezione 3
|  | Primo turno | Primo turno       | Primo turno       | Primo turno | Primo turno |  |  | Ultimo turno | Ultimo turno      | Ultimo turno      | Ultimo turno | Ultimo turno |  |
|  |             |                   |                   |             |             |  |  |              |                   |                   |              |              |  |
|  | 3           | Gabriela Talabă   | Gabriela Talabă   | 4           | 3           |  |  |              |                   |                   |              |              |  |
|  |             | Federica Di Sarra | Federica Di Sarra | 6           | 6           |  |  |              | Federica Di Sarra | Federica Di Sarra | 6            | 7            |  |
|  |             | Varvara Flink     | Varvara Flink     | 2           | 5           |  |  | 6            | Tereza Mrdeža     | Tereza Mrdeža     | 4            | 5            |  |
|  | 6           | Tereza Mrdeža     | Tereza Mrdeža     | 6           | 7           |  |  |              |                   |                   |              |              |  |

### Sezione 4
|  | Primo turno | Primo turno         | Primo turno         | Primo turno | Primo turno |  |  | Ultimo turno | Ultimo turno        | Ultimo turno        | Ultimo turno | Ultimo turno |  |
|  |             |                     |                     |             |             |  |  |              |                     |                     |              |              |  |
|  | 4           | Kateryna Bondarenko | Kateryna Bondarenko | 6           | 6           |  |  |              |                     |                     |              |              |  |
|  |             | Anastasia Zakharova | Anastasia Zakharova | 2           | 4           |  |  | 4            | Kateryna Bondarenko | Kateryna Bondarenko | 6            | 7            |  |
|  | WC          | Weronika Falkowska  | Weronika Falkowska  | 7           | 6           |  |  | WC           | Weronika Falkowska  | Weronika Falkowska  | 3            | 63           |  |
|  | 8           | Jamie Loeb          | Jamie Loeb          | 63          | 3           |  |  |              |                     |                     |              |              |  |